# 파트론 (기업)
파트론(PARTRON Co. Ltd.)는 대한민국의 무선주파수(RF) 부품분야 기업이다. 본사는 경기도 화성시 삼성1로2길 22에 위치해 있으며 대표이사는 김종구이다.

## 배당
2023년 12월에 주당 250원 현금배당을 결의하였다.

## 상장
2006년 12월 13일에 공모가 8,300원에 코스닥 시장에 상장하였다.

## 참고문헌
1. ↑  대신증권 "파트론 2분기 실적 호조 지속, 신사업 매출 증가 주목", 비즈니스포스트, 2023-05-02
2. ↑  파트론, 주당 250원 현금배당 결정, 디뉴스, 2023-12-19